# Batscho Kiro

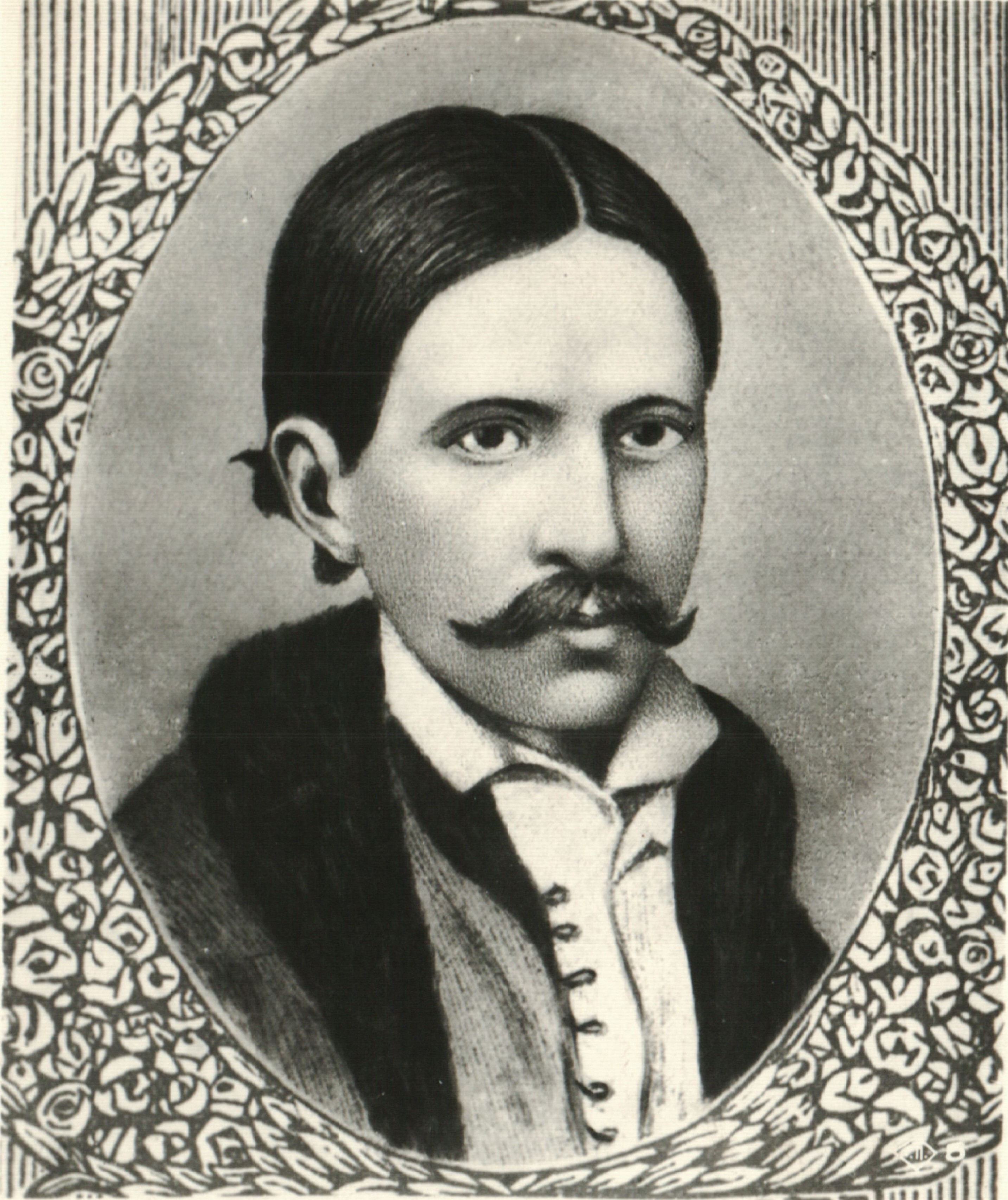
Batscho Kiro

Batscho Kiro, bürgerlich Kiro Petro Sanew, (bulgarisch Бачо Киро; * 7. Juli 1835 in Bjala Tscherkwa; † 28. Mai 1876 in Weliko Tarnowo) war ein bulgarischer Schriftsteller und Revolutionär.

## Leben
Kiro war als Lehrer tätig und verfasste Reisebeschreibungen sowie ein Drama.
1876 beteiligte sich Kiro am bulgarischen Aprilaufstand gegen die osmanische Herrschaft. Er war einer der Führer in der Tscheta des Popen Chariton. Nach der Niederschlagung des Aufstandes wurde er in der Stadtmitte von Weliko Tarnowo gehängt.
Seit 2012 trägt der Bacho Kiro Peak im Grahamland in der Antarktis seinen Namen. Ihn ist auch die Batscho-Kiro-Höhle gewidmet.

## Werke (Auswahl)
- Der arme Tantscho, Drama, 1879